# Doxomysis australiensis
Doxomysis australiensis är en kräftdjursart som först beskrevs av W. M. Tattersall 1940.  Doxomysis australiensis ingår i släktet Doxomysis och familjen Mysidae. Inga underarter finns listade i Catalogue of Life.